# 武广高速动车组列车

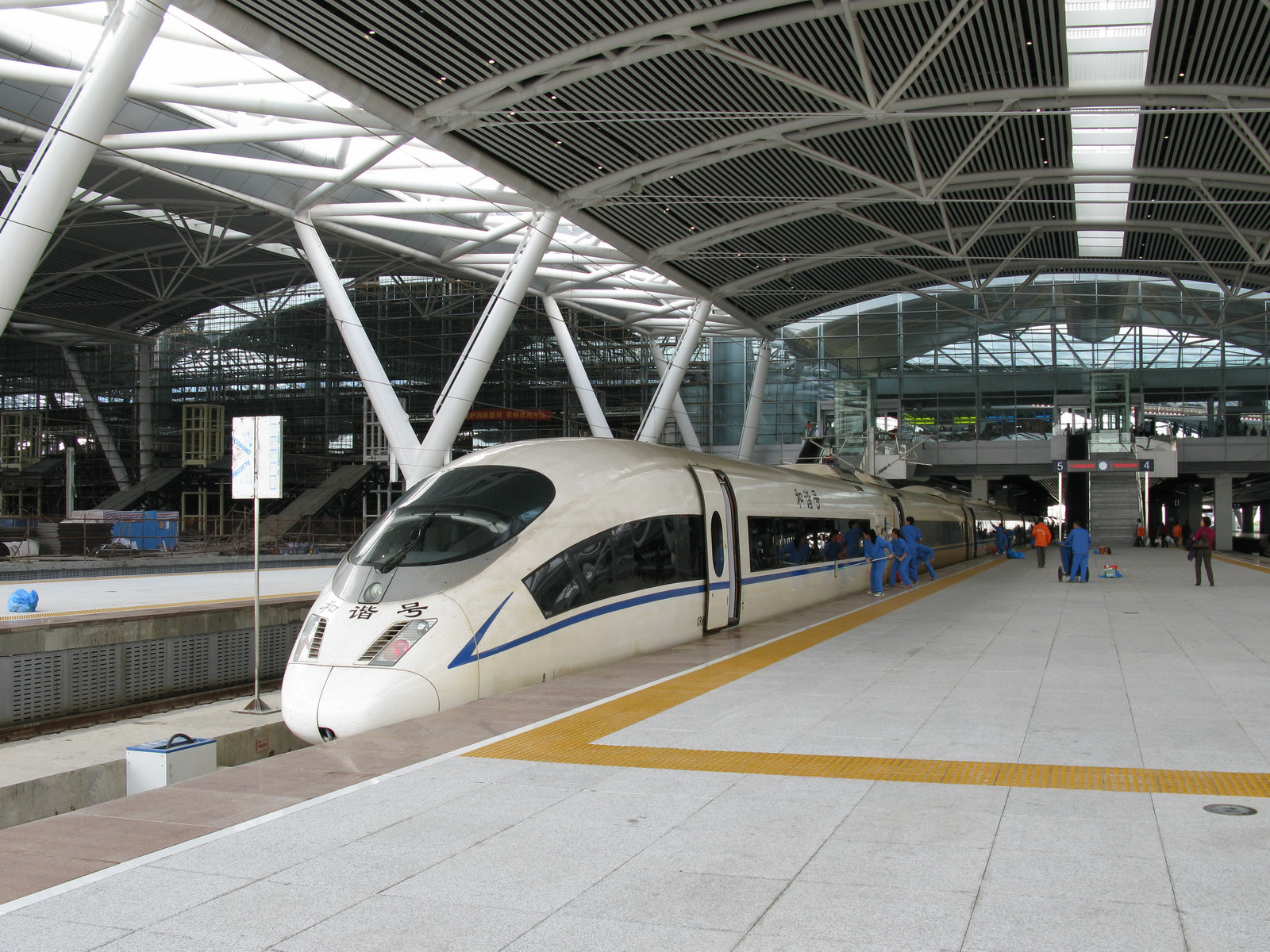
一列武广高铁和谐号CRH3C型电力动车组停靠在广州南站

武广高速动车组列车是中国铁路运行于湖北省武汉市武汉站至广东省广州市广州南站或广州白云站的高速动车组列车，途经湖北省、湖南省、广东省三省，现合计开行10.5对列车。列车客运乘务由武汉局集团武汉客运段、广州局集团广九客运段、长沙客运段、郑州局集团郑州客运段共同担当。

## 历史
- 2009年12月26日：配合京广高速铁路武汉至广州北段开通，「武广高速动车组列车」开行，此外每天从武汉站及广州北站发出两趟一站直达列车往来；武汉站发车时间为09:00(G1001次)及16:00(G1003次)，广州北站发车时间为10:20(G1002次)、16:00(G1004次)，全程行车需时2小时57分。
- 2010年1月30日：配合广州南站启用，列车改以广州南站作为南端终点站，武汉站发车时间为09:00(G1001次)及16:00(G1003次)；广州南站发车时间为09:00(G1002次)、14:50(G1004次)，全程行车需时3小时08分。
- 2010年7月1日：配合2010年全国暑运，「武广高速动车组」特快载客班次增至每天基本5班，星期五至星期日加开G1003及G1010次列车，武汉站发车时间为09:00(G1001次)、10:00(G1003次)、14:00(G1005次)、15:00(G1007次)、16:00(G1009次)及17:00(G1011次)；广州南站发车时间为09:00(G1002次)、10:00(G1004次)、14:00(G1006次)、15:00(G1008次)、16:00(G1010次)及17:00(G1012次)，全程行车需时3小时16分。全数「武广高速动车组」特快载客班次均停长沙南站，以理顺于武广客运专线开通后，湘粤间对直达列车的需求。此外，铁路局于每天早上05:20于武汉站开出DJ5611及广州南站开出DJ5612不载客动检列车，于09:06抵达。
- 2012年4月1日：因应全国铁路系统调整运行图及将武广高铁及广深港高铁合并运作，部分「武广高速动车组省会列车」改以深圳北站作为南端终点站，剩余原有往返武汉和广州南的“省会高速动车”全数予以取消。此次调图后，武广高速动车组使用的车次范围为G11XX（G1101-G1180），与往返武汉和深圳北的武深高速动车组的车次范围（G1001-G1006、G1011-1024）进行区隔。[1]
- 2016年5月15日：G1131/1118次由武汉站延长至汉口站始发终到，车次改为G1154/1151、G1152/1153次；同时G1113/1128次由武汉站延长至南京南站始发终到，并移交上海局集团南京客运段担当。
- 2022年6月20日，部分列车车次有调整。

## 时刻表
以下数据截至2023年7月1日：
注：排序按广州南站出发或到达时间排序。

### 武汉至广州
| 序号 | 车次  | 始发站 | 始发时间 | 终到站 | 终到时间 | 全程运行时间 | 中途停靠车站                                                   | 担当路局及客运段 |
| ---- | ----- | ------ | -------- | ------ | -------- | ------------ | -------------------------------------------------------------- | ---------------- |
| 1    | G1101 | 武汉   | 06:49    | 广州南 | 11:09    | 4小时20分    | 赤壁北、汨罗东、长沙南、株洲西、衡阳东、郴州西、清远           | 武汉局武汉客运段 |
| 2    | G1103 | 武汉   | 06:53    | 广州南 | 11:25    | 4小时32分    | 咸宁北、岳阳东、长沙南、株洲西、衡阳东、耒阳西、韶关、英德西   | 广州局广九客运段 |
| 3    | G1105 | 武汉   | 07:37    | 广州南 | 11:56    | 4小时19分    | 岳阳东、汨罗东、长沙南、衡阳东、郴州西、广州北                 | 广州局广九客运段 |
| 4    | G1107 | 武汉   | 08:26    | 广州南 | 13:09    | 4小时44分    | 咸宁北、赤壁北、汨罗东、长沙南、株洲西、衡阳东、郴州西、英德西 | 武汉局武汉客运段 |
| 5    | G1109 | 武汉   | 09:05    | 广州南 | 13:14    | 4小时9分     | 长沙南、衡阳东、郴州西、韶关                                   | 郑州局郑州客运段 |
| 6    | G885  | 武汉   | 11:55    | 广州南 | 15:55    | 4小时        | 岳阳东、长沙南、衡阳东                                         | 武汉局武汉客运段 |
| 7    | G1111 | 武汉   | 11:45    | 广州南 | 16:19    | 4小时34分    | 咸宁北、岳阳东、长沙南、衡山西、衡阳东、郴州西、广州北         | 广州局广九客运段 |
| 8    | G1113 | 武汉   | 15:13    | 广州南 | 19:24    | 4小时11分    | 咸宁北、长沙南、乐昌东、韶关                                   | 广州局长沙客运段 |
| 9    | G1115 | 武汉   | 15:38    | 广州南 | 19:43    | 4小时5分     | 长沙南、郴州西、清远                                           | 广州局长沙客运段 |
| 10   | G1119 | 武汉   | 17:33    | 广州南 | 21:57    | 4小时24分    | 咸宁北、岳阳东、长沙南、衡阳东、郴州西、韶关                   | 广州局广九客运段 |

### 广州至武汉
| 序号 | 车次  | 始发站 | 始发时间 | 终到站 | 终到时间 | 全程运行时间 | 中途停靠车站                                         | 担当路局及客运段 |
| ---- | ----- | ------ | -------- | ------ | -------- | ------------ | ---------------------------------------------------- | ---------------- |
| 1    | G1102 | 广州南 | 06:53    | 武汉   | 11:12    | 4小时19分    | 韶关、郴州西、衡阳东、株洲西、长沙南、岳阳东         | 广州局广九客运段 |
| 2    | G1104 | 广州南 | 10:31    | 武汉   | 14:42    | 4小时11分    | 英德西、郴州西、长沙南、岳阳东                       | 广州局长沙客运段 |
| 3    | G1106 | 广州南 | 10:44    | 武汉   | 15:09    | 4小时25分    | 广州北、郴州西、衡阳东、株洲西、长沙南、岳阳东       | 广州局广州客运段 |
| 4    | G1108 | 广州南 | 11:30    | 武汉   | 16:02    | 4小时32分    | 韶关、郴州西、株洲西、长沙南、岳阳东、咸宁北         | 武汉局武汉客运段 |
| 5    | G1110 | 广州南 | 12:16    | 武汉   | 16:46    | 4小时30分    | 韶关、郴州西、衡阳东、株洲西、长沙南、岳阳东、咸宁北 | 广州局广九客运段 |
| 6    | G1114 | 广州南 | 15:16    | 武汉   | 19:55    | 4小时39分    | 清远、郴州西、衡阳东、衡山西、长沙南、赤壁北、咸宁北 | 武汉局武汉客运段 |
| 7    | G886  | 广州南 | 16:48    | 武汉   | 20:47    | 3小时59分    | 衡阳东、长沙南                                       | 武汉局武汉客运段 |
| 8    | G1116 | 广州南 | 17:20    | 武汉   | 21:32    | 4小时12分    | 韶关、郴州西、衡阳东、长沙南、赤壁北                 | 广州局广九客运段 |
| 9    | G1118 | 广州南 | 17:25    | 武汉   | 21:44    | 4小时19分    | 韶关、郴州西、衡阳东、长沙南、汨罗东、咸宁北         | 武汉局武汉客运段 |
| 10   | G1120 | 广州南 | 17:30    | 武汉   | 21:55    | 4小时25分    | 韶关、郴州西、衡阳东、株洲西、长沙南、岳阳东、赤壁北 | 武汉局武汉客运段 |
| 11   | G1122 | 广州南 | 18:47    | 武汉   | 23:01    | 4小时14分    | 英德西、郴州西、衡阳东、长沙南、岳阳东               | 广州局广九客运段 |

## 使用列车
主要使用CR400AF、CR400AF-A、CRH380AL、CRH380B等列车。